# استاکپورت، استرالیای جنوبی
استاکپورت (به انگلیسی: Stockport) یک منطقهٔ مسکونی در استرالیا است که در استرالیای جنوبی واقع شده‌است. این منطقه مسکونی در ۷۳ کیلومتر (۴۵ مایلی) شمال آدلاید و ۱۵ کیلومتر (۹٫۳ مایل) جنوب تارلی در جنوب استرالیا واقع است. این منطقه در سال ۱۸۴۵ توسط ساموئل استاکس برای بنای یک مدرسه صورت گرفت و نام آن را از نام محل تولدش، ساکپورت در چشایر گرفت.